# Abby Stein
Abby Stein (nascida em 1 de outubro de 1991) é uma autora transgénero americana, activista, bloguista, modelo, palestrante e rabina. Ela é a primeira mulher abertamente trans criada em uma comunidade hassídica e é descendente directa do fundador do judaísmo hassídico, o Baal Shem Tov. Em 2015, ela fundou o primeiro grupo de apoio nacional para pessoas trans de origem ortodoxa.
Stein é também a primeira mulher abertamente transgénero a ter sido ordenada por uma instituição ortodoxa, tendo recebido o seu diploma rabínico em 2011, antes de se declarar transgénero. Embora ela não tenha trabalhado como rabina depois de sair até, pelo menos, 2016, em 2020 ela tinha abraçado novamente o seu título de rabina e está trabalhando em muitas funções como rabina. Em 2018, ela co-fundou o Espaço Sagrado, um projecto multifacetado "que celebra mulheres e pessoas não binárias de todas as tradições religiosas".